# Burgstall Altenburg (Oberbürg)
Der Burgstall Altenburg ist eine abgegangene mittelalterliche Höhenburg am westlichen Talrand der Weißen Laber, hier auch als Unterbürger Laber bezeichnet. Die Burgstelle liegt am östlichen Ortsrand von Oberbürg in der Gemeinde Dietfurt an der Altmühl im Landkreis Neumarkt in der Oberpfalz in Bayern. Die Burg war der Sitz der Schenken von Altenburg, später kam sie an weitere Adelsfamilien. Überdauert hat von der kleinen Burg nur ein partiell erhaltener Halsgraben. Die Stelle ist als Bodendenkmal Nummer D-3-6935-0073 „Mittelalterlicher Burgstall "Altenburg", Höhensiedlung der Hallstattzeit und der Spätlatènezeit“ geschützt.

## Geschichte
Der Burgstall Altenburg war in den Jahren zwischen 1136 und 1380 der Sitz der Schenken von Altenburg. Sie waren Ministeriale der Grafen von Hirschberg, an deren Hof sie auch mit ihrem Amt als Schenken dienten. Mit dem Tode des Hirschberger Grafen Gebhards VII. im Jahre 1305 wurde die Burg dann Besitz des Bistums Eichstätt. Die Schenken saßen noch bis zu ihren Aussterben vor dem Jahr 1384 auf der Anlage.
Ihre Nachfolger waren die Groß von Meckenhausen, sie sind zwischen 1384 und 1422 als Besitzer der Burg nachgewiesen. Weiter hatte noch die Familie von Tilly in der Zeit zwischen 1624 und 1724 die Burg inne. Wie lange die Burg noch bewohnbar war, ist nicht genau bekannt. Sie soll seit dem 14. Jahrhundert verfallen sein.
Etwa 240 Meter westlich der Burgstelle befand sich das heute ebenfalls abgegangene, spätmittelalterliche bis frühneuzeitliche Schloss Oberbürg etwa in der Ortsmitte der gleichnamigen Ortschaft.

## Beschreibung
Die Burgstelle befindet sich in rund 480 m ü. NHN Höhe am östlichen Ortsrand von Oberbürg auf einer breiten und nach Osten gerichteten Bergnase, etwa 90 Höhenmeter über dem Talgrund der Weißen Laber. Diese Bergnase wird im Norden sowie im Osten von den steil abfallenden Hängen zur Laber gesichert, an der Südseite von den Steilhängen eines Trockentales, das dort in das Labertal einmündet. Westlich schließt sich an die Burg eine größere und ebene Jura-Hochfläche zwischen den Tälern der Weißen Laber und der Altmühl an.
Das heute größtenteils überbaute Burggelände liegt zu einem großen Teil auf dem Grund von Haus Nummer 1 sowie auf dessen Wiesengelände. Erhalten haben sich von der Burg nur noch wenige Reste, an der nordwestlichen Ecke des Burgplateaus ist noch der Ansatz des einst halbkreisförmigen Halsgrabens sichtbar, der als Annäherungshindernis der Burganlage gegen das flache westliche Vorgelände diente. Der größte Teil dieses Grabens ist heute verfüllt. Am Berghang befindet sich noch ein Mauerrest einer Stützmauer aus Quadersteinen.